# 2056
Cette page concerne l'année 2056  du calendrier grégorien.
L'année 2056 est une année bissextile qui commence un samedi.
C'est la 2056e année de notre ère, la 56e année du IIIe millénaire et du XXIe siècle et la 7e année de la décennie 2050-2059.

## Autres calendriers
- Calendrier berbère : 3005 / 3006
- Calendrier hébraïque : 5816 / 5817
- Calendrier indien : 1977 / 1978
- Calendrier musulman : 1477 / 1478
- Calendrier persan : 1434 / 1435